# جامعة هوهنهايم

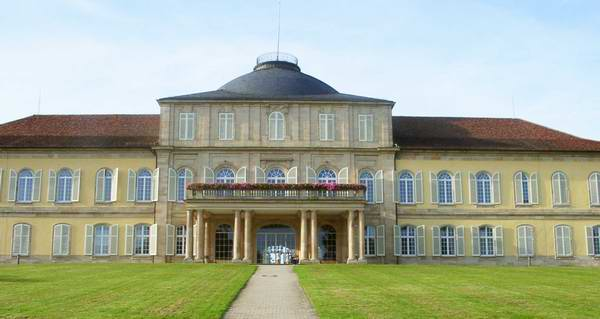
جامعة هوهنهايم

جامعة هوهنهايم (بالألمانية: Universität Hohenheim) أول جامعة في مدينة شتوتغارت الألمانية. أُسِّسَت في عام 1818. هي جامعة زراعية بامتياز كما تضم فرع اقتصاد وإعلام ولكن شهرتها بكليتها الزراعية التي لها صيت عالمي في البحث الزراعي. وهي الأولى على صعيد الجمهورية الاتحادية وأوروبا زراعيا. وتضم تخصصات مختلفة أهمها الاقتصاد وعلم الاجتماع والعلوم الزراعية والهندسة الزراعية وتكنولوجيا الأغذية وعلوم التغذية.

## تاريخ
في 20 نوفمبر 1818، أصبحت جامعة هوهنهايم موقع لمؤسسة زراعية هامة، أسسها الملك وليام الأول من فورتمبرغ (بالألمانية: Württemberg) من اجل التعليم. وكان أو مدير لها هو (Johann Nepomuk Schwerz), الذي كان موجودا في قلعة هوهنهايم العريقة، التي بناها دوق كارل يوجين (بالألمانية: Duke Karl Eugen).

## الموقع
وتقع الجامعة في الجنوب من شتوتغارت، في حي Plieningen. وتضم الجامعة قلعة هوهنهايم، وحديقة كبيرة واسعة (بالألمانية: Hohenheimer Gärten).

## احصائيات
| جامعة هوهنهايم 2008     | جامعة هوهنهايم 2008 |
| ----------------------- | ------------------- |
| اساتذة                  | 113                 |
| عدد الموظفين (علمي)     | 876                 |
| عدد الموظفين (غير علمي) | 1,122               |
| عدد الطلاب              | 6,220               |
| عدد الطلاب الاجانب      | 933                 |

## وصلات خارجية
- موقع جامعة هوهنهايم الرسمي